# Lime Springs (Iowa)
Lime Springs – miasto w Stanach Zjednoczonych, w stanie Iowa, w hrabstwie Howard. Zgodnie ze spisem statystycznym z 2000 roku, miasto liczyło 496 mieszkańców.